# Porta San Pancrazio

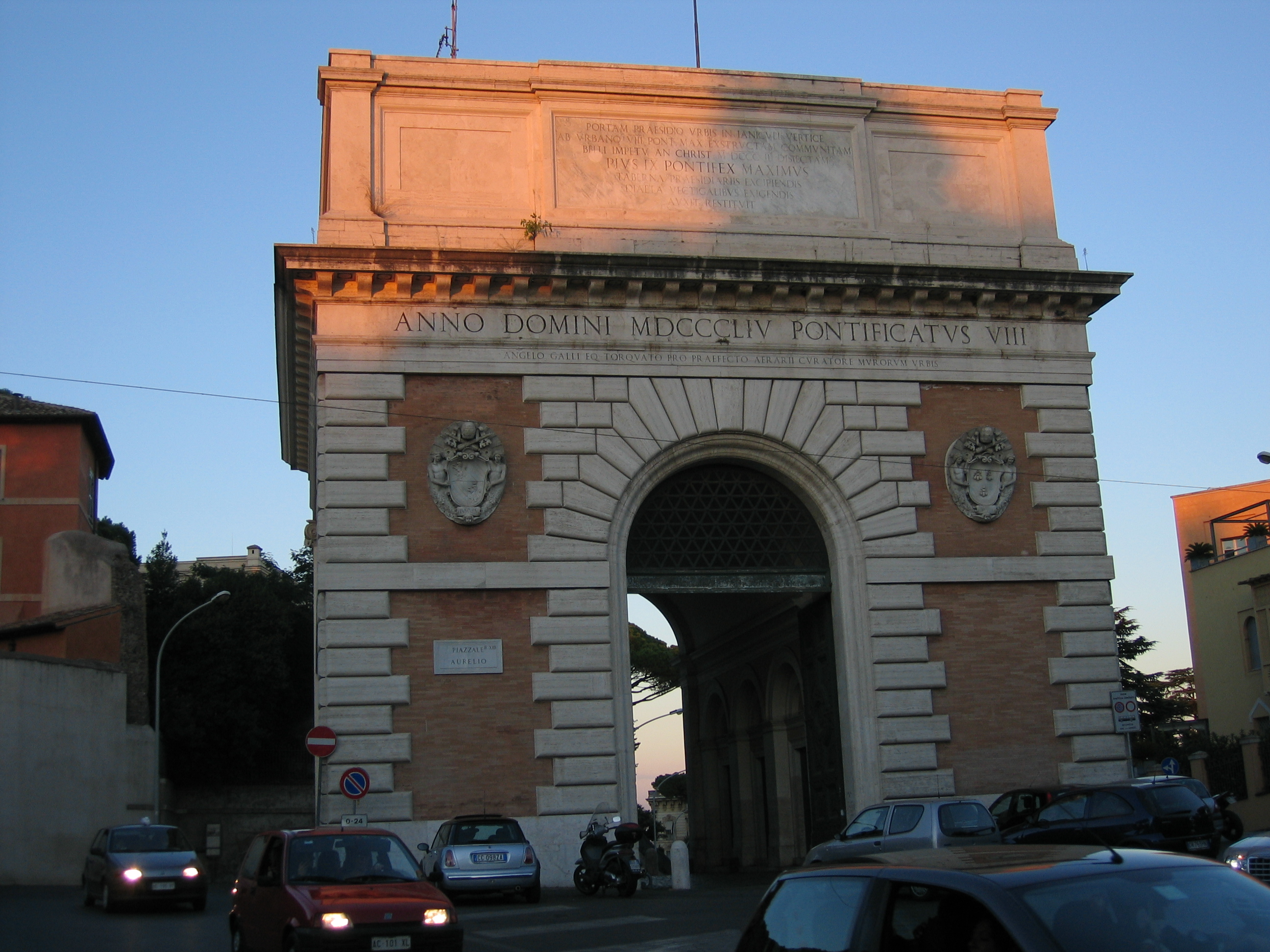
De huidige Porta San Pancrazio

De Porta San Pancrazio is een stadspoort in de Muur van Urbanus VIII in Rome.
Bij deze poort begint de Via Aurelia.

## De Poort van Urbanus VIII
In het midden van de 17e eeuw besloot Paus Urbanus VIII dat het deel van de stad op de Janiculum heuvel een nieuwe verdedigingsmuur nodig had. Een deel van de heuvel werd nog wel omringd door de oude Aureliaanse Muur, maar deze was in een dusdanig slechte staat dat die de stad geen goede bescherming meer kon bieden. Urbanus VIII liet een nieuwe 3,5 kilometer lange muur bouwen met drie poorten. De Porta San Pancrazio kwam op de plaats van de oude Romeinse Porta Aurelia.

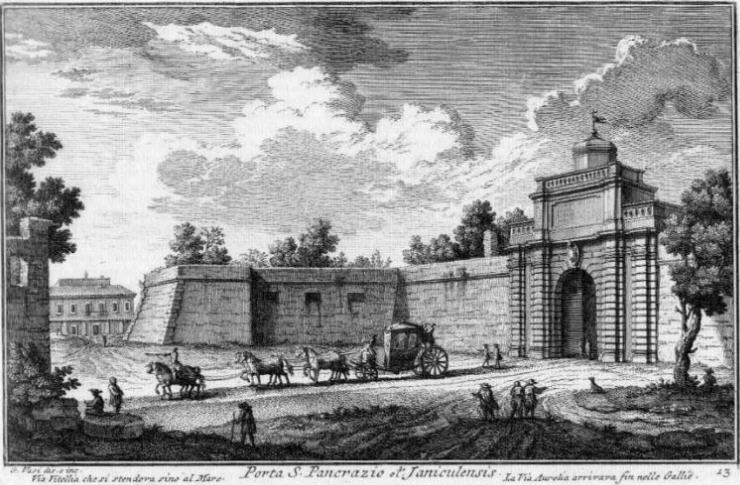
Porta San Pancrazio op een tekening van Giuseppe Vasi

## De slag bij Porta San Pancrazio
Op 15 november 1848 brak er een opstand uit in Rome, dat toen geregeerd werd door de Kerkelijke Staat van Pius IX. De bevolking eiste democratie en godsdienstvrijheid. De Paus ontvluchtte de stad verkleed als priester en vertrok naar het Koninkrijk der Beide Siciliën. De burgers hielden verkiezingen en richten In 1849 de Romeinse Republiek op. Een aantal katholieke landen waaronder Frankrijk, kwam de Paus ten hulp. Franse troepen vielen in april 1849 Rome aan. Na een beleg van enkele weken vond de laatste grote slag plaats bij de Porta San Pancrazio, waar de Italiaanse troepen onder leiding van Garibaldi heldhaftig verzet boden tegen de grote Franse overmacht. Bij deze aanval werd de Porta San Pancrazio volledig verwoest door artillerievuur. Een paar dagen later konden de Fransen Rome innemen en Pius IX weer aan de macht brengen.

## De nieuwe Poort
De huidige Porta San Pancrazio is, in opdracht van Pius IX, in 1854 gebouwd door Virginio Vespignani. De poort heeft een vierkante vorm met een enkele hoge doorgang. Aan de muur hangen de Pauselijke wapens van Pius IX en Urbanus VIII. Een lange inscriptie op de poort viert de Franse overwinning en de terugkeer van de Paus.

## Externe links

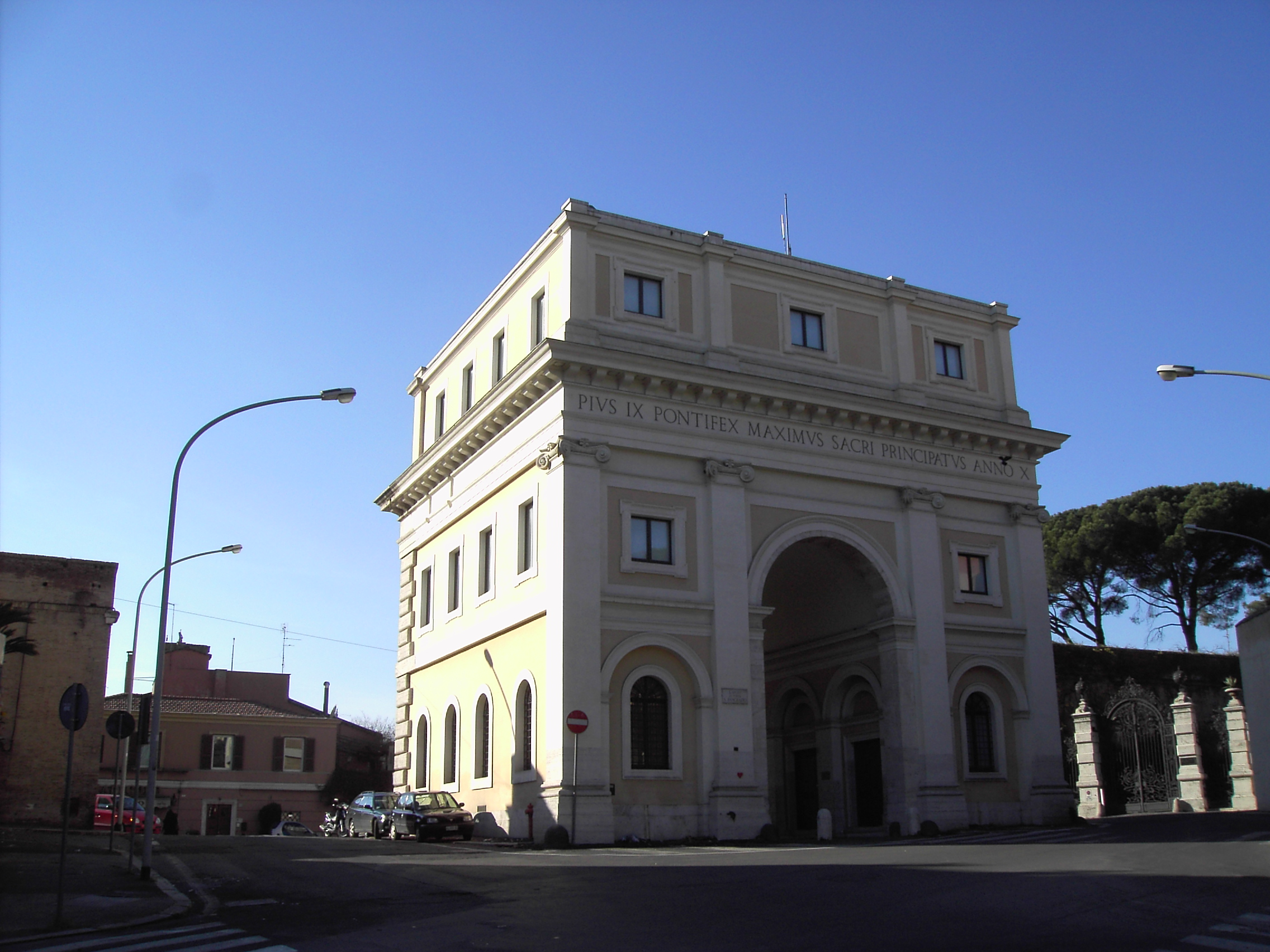
De huidige Porta San Pancrazio
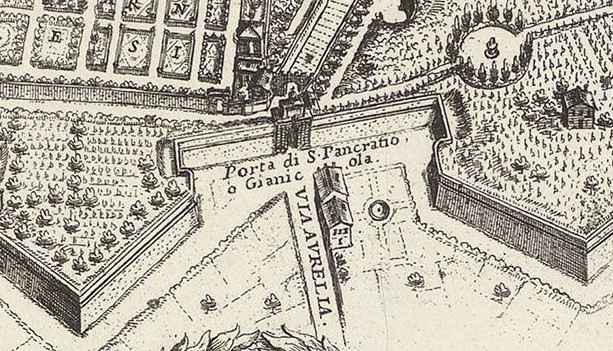
Porta San Pancrazio met zijn bastions op een kaart uit 1676